# James Forrest
James Forrest (født 7. juli 1991) er en skotsk professionel fodboldspiller, som spiller for den skotske Premiership-klub Celtic og Skotlands landshold.

## Klubkarriere

### Celtic
Forrest fik sin førsteholdsdebut for Celtic den 1. maj 2010. Hans store gennembrud kom i 2010-11 sæsonen, hvor han spillede i 25 kampe i sæsonen.
Forrest blev i 2011-12 sæsonen kåret som årets unge spiller i Skotland.
Forrest fortsatte med at være en vigtig del af holdet over de næste sæsoner, men døjede ofte med skadesproblemer. Det lykkedes ham dog i høj grad, at overkomme skadeproblemerne, og i 2017-18 sæsonen spillede han hele 58 kampe på en enkelt sæson, hvilke placerede ham i blandt de mest aktive fodboldspillere i Europa.
Forrest vandt i 2018-19 sæsonen en individuel treble af årets spiller-priser i Scottish Premiership, da han vandt PFA Scotland, Scottish Football Writers' og SPFL Player of the Year priserne.

## Landsholdskarriere

### Ungdomslandshold
Forrest har repræsenteret Skotland på U/19- og U/21-niveau.

### Seniorlandshold
Forrest debuterede for Skotlands landshold den 29. maj 2011.

## Titler
Celtic
- Scottish Premiership: 12 (2011-12, 2012-13, 2013-14, 2014-15, 2015-16, 2016-17, 2017-18, 2018-19, 2019-20, 2021-22, 2022-23, 2023-24)
- Scottish Cup: 7 (2010-11, 2012-13, 2016-17, 2017-18, 2018-19, 2022-23, 2023-24)
- Scottish League Cup: 5 (2014-15, 2016-17, 2017-18, 2018-19, 2019-20)

Individual
- SFWA Footballer of the Year: 1 (2018–19)
- PFA Scotland Players' Player of the Year: 1 (2018–19)
- SFWA Young Player of the Year: 1 (2011–12)
- PFA Scotland Young Player of the Year: 1 (2011–12)
- PFA Scotland Team of the Year: 3 (2011–12, 2017–18, 2018–19)
- Scottish Premiership Player of the Year: 1 (2018–19)
- SFWA International Player of the Year: 1 (2018–19)
- Celtic Young Player of the Year: 2 (2010–11, 2011–12)

## Individuelle
1. ↑  "James Forrest - Stats by club" Transfermarkt. Hentet 28. februar 2022.
2. ↑  "Young Player of the Year James Forrest pleads with Celtic not to sell him in summer" Swan, Craig. Daily Record. 4. maj 2012. Hentet 28. februar 2022.
3. ↑  "James Forrest - Injury history" Transfermarkt. Hentet 28. februar 2022.
4. ↑  "Celtic's Iron Man James Forrest ready for one last push" McConnell, Alison. Glasgow Times. 19. maj 2018. Hentet 28. februar 2022.
5. ↑  "James Forrest, Steve Clarke & Ryan Kent win PFA Scotland annual awards" BBC Sport. 5. maj 2019. Hentet 28. februar 2022.
6. ↑  "Celtic winger James Forrest completes personal treble by winning Ladbrokes Premiership Player of the Year" Lindsay, Matthew. Glasgow Times. 23. maj 2019. Hentet 28. februar 2022.
7. 1 2  "James Forrest - National team" Transfermarkt. Hentet 28. februar 2022.